# 圣若泽-达贝拉维斯塔
圣若泽-达贝拉维斯塔是巴西圣保罗州的一个市镇。总面积276.964平方公里，总人口8479人，人口密度30.6人/平方公里。